# Christian Bausch
Christian Felix Albert Eugen Bausch (* 28. Mai 1933 in Schwerin; † 22. Juli 2014 in Monchique, Portugal) war ein schwedischer Diplomat, der unter anderem zwischen 1984 und 1989 Botschafter in Ecuador sowie von 1990 bis 1995 Botschafter in Jordanien war.

## Leben
Christian Bausch, Sohn des Juristen Rudolf Bausch und Gerda Margareta Lilliehöök, begann nach dem Abitur (Studentexamen) ein Studium der Rechtswissenschaften an der Universität Stockholm, welches er 1961 mit dem Juris kandidatexamen beendete. Daraufhin trat er 1961 als Attaché in den diplomatischen Dienst des Außenministeriums (Utenriksdepartementet) und fand 1962 zunächst Verwendung an der Botschaft im Vereinigten Königreich, ehe er 1964 Botschaftssekretär an der Botschaft in Argentinien wurde. Er wurde 1966 zum Ersten Sekretär befördert und zugleich als Kanzleisekretär (Kanslisekreterare) ins Außenministerium versetzt, wo 1969 auch seine Ernennung zum Ministerialsekretär (Departementssekreterare) erfolgte. Nachdem er von 1970 bis 1974 Erster Sekretär an der Botschaft in der Bundesrepublik Deutschland war, wurde er 1974 zunächst Erster Sekretär an der Botschaft in Spanien und wurde dort 1977 auch zum Botschaftsrat (Ambassadråd) befördert. Nach seiner Rückkehr fungierte er zwischen 1979 und 1984 als stellvertretender Protokollchef des Außenministeriums.
1984 übernahm Bausch von Gunnar Hultner den Posten als Botschafter in Ecuador und verblieb auf diesem diplomatischen Posten in Quito bis 1989, woraufhin Christer Manhusen ihn ablöste. Zuletzt wurde er 1990 als Nachfolger von Lars Lönnback 1990 Botschafter in Jordanien und hatte diese Funktion mit Amtssitz in Amman bis zu seiner Ablösung durch Agneta Bohman 1995 inne.
Christian Bausch war mit Maria-Christine Call verheiratet.